# Zeche Vereinigte Nachtigall & Neuglück
Die Zeche Vereinigte Nachtigall & Neuglück war ein Steinkohlenbergwerk im Sprockhöveler Stadtteil Hiddinghausen-Rennebaum. Die Zeche war auch unter dem Namen Zeche Vereinigte Neuglück & Nachtigall bekannt. Das Bergwerk ist aus der Konsolidation von zwei bis dahin eigenständigen Bergwerken entstanden. In der 2. Hälfte des 19. Jahrhunderts wurde auf der Zeche Vereinigte Nachtigall & Neuglück neben Steinkohle auch Kohleneisenstein abgebaut.

## Bergwerksgeschichte
In der Zeit vom 20. August des Jahres 1853 bis zum 3. Mai des Jahres 1855 konsolidierte die Zeche Neuglück mit einem Teilbereich der Zeche Nachtigall unterhalb der Stollensohle des Dreckbänker Erbstollens zur Zeche Vereinigte Nachtigall & Neuglück. Für die Förderung war der Schacht Vincke in Betrieb, dieser Schacht hatte eine flache Teufe von 197 Metern. Ab dem Jahr 1859 wurde von der Zeche Vereinigte Nachtigall & Neuglück im Feld Neudachs & Grevesloch der Zeche Dachs & Grevelsloch  abgebaut. Der Abbau erfolgte für Zeche Dachs & Grevelsloch, die Kosten wurden verrechnet. Im Jahr 1860 war das Bergwerk zunächst noch in Betrieb, im Laufe des Jahres wurde das Bergwerk in Fristen gelegt. Um das Jahr 1865 wurde das Bergwerk wieder in Betrieb genommen. Das Grubenfeld wurde durch den Dreckbänker Erbstollen gelöst, auch die Bewetterung erfolgte über den Erbstollen. Die Berechtsame umfasste zu diesem Zeitpunkt ein Längenfeld. Im Jahr 1870 war das Bergwerk noch eigenständig in Betrieb. Am 21. November des Jahres 1871 konsolidierte die Zeche Vereinigte Nachtigall & Neuglück unterhalb der Erbstollensohle zur Zeche Deutschland. Im Jahr 1876 wurden die Schächte Aurora und Vincke in den Unterlagen genannt. Ab dem Jahr 1880 war das Bergwerk nachweislich in Betrieb. Im Jahr 1887 waren die Kohlenvorräte oberhalb der Erbstollensohle des Dreckbänker Erbstollens fast abgebaut. Im Jahr 1888 wurde die Zeche Vereinigte Nachtigall & Neuglück stillgelegt. Im darauffolgenden Jahr wurde die Restberechtsame der Zeche Deutschland zugeteilt.

## Förderung und Belegschaft
Die ersten Förderzahlen stammen aus dem Jahr 1867, damals wurde eine Förderung von 2262 Tonnen Steinkohle erbracht. Im Jahr 1871 wurde eine Förderung von 3588 Tonnen Steinkohle erbracht. Im Jahr 1874 wurden 5864 Tonnen Steinkohle gefördert, dies war auch die maximale Förderung des Bergwerks. Im Jahr 1880 wurde eine Förderung von 2612 Tonnen Steinkohle erbracht. Die ersten bekannten Belegschaftszahlen stammen aus dem Jahr 1883, damals waren zehn Bergleute auf dem Bergwerk angelegt, die eine Förderung von 1568 Tonnen Steinkohle erbrachten. Im Jahr 1886 förderten sechs Bergleute 1269 Tonnen Steinkohle. Die letzten bekannten Förderzahlen des Bergwerks stammen aus dem Jahr 1887, es wurden 1710 Tonnen Steinkohle und 4839 Tonnen Kohleneisenstein gefördert.